# Galilea (Beni)
Galilea ist eine Ortschaft im Departamento Beni im Tiefland des südamerikanischen Anden-Staates Bolivien.

## Lage im Nahraum
Galilea ist eine Gemeinde im Municipio San Borja in der Provinz Ballivián. Die Ortschaft liegt auf einer Höhe von 196 m vier Kilometer östlich des Río Maniqui, einem Zufluss des Río Rapulo, der in den Río Mamoré mündet.

## Geographie
Galilea liegt im bolivianischen Tiefland, etwa 50 Kilometer östlich der Serranía Muchanes, einem Abschnitt der Voranden-Ketten der Cordillera Oriental. Das Klima der Region ist tropisch und ganzjährig humid, die ursprüngliche Vegetation ist die des tropischen Regenwaldes.
Die mittlere Durchschnittstemperatur der Region liegt bei 26 °C (siehe Klimadiagramm San Borja) und schwankt nur unwesentlich zwischen 23 °C im Juni und Juli und etwa 27 °C von Oktober bis März. Der Jahresniederschlag beträgt 1800 mm, mit mäßigen Monatsniederschlägen von 60 bis 70 mm von Juni bis September, und einer ausgeprägten Regenzeit von Dezember bis März mit Monatsniederschlägen von 200 bis 300 mm.

## Verkehrsnetz
Galilea liegt in einer Entfernung von 225 Straßenkilometern westlich von Trinidad, der Hauptstadt des Departamentos.
Die Ortschaft liegt an der 600 Kilometer langen Nationalstraße Ruta 3 von La Paz nach Trinidad. Die Straße ist bis auf ein fünfzig Kilometer langes Teilstück östlich von La Paz weitgehend nicht asphaltiert und daher je nach Witterungsbedingungen nicht immer problemlos zu befahren. Sie führt von La Paz über Cotapata, Sapecho und Yucumo auf einer 377 Kilometer langen Strecke nach San Borja und von dort vorbei an Tierra Santa nach Galilea, danach über San Ignacio de Moxos weiter nach Trinidad.

## Bevölkerung
Die Einwohnerzahl der Stadt ist im vergangenen Jahrzehnt deutlich zurückgegangen:
| Jahr | Einwohner         | Quelle       |
| ---- | ----------------- | ------------ |
| 1992 | keine Detaildaten | Volkszählung |
| 2001 | 242               | Volkszählung |
| 2012 | 149               | Volkszählung |
| 2024 |                   | Volkszählung |